# Fontenay-le-Comte
Fontenay-le-Comte è un comune francese di 15 043 abitanti situato nel dipartimento della Vandea, nella regione dei Paesi della Loira.

## Storia
I primi popoli situatisi in Fontenay-le-Comte datano della preistoria, probabilmente per la presenza di un guado che permetteva l'attraversamento della Vandea.
Il suo nome invece deriva da una fontana presente nel centro del villaggio. Durante il medioevo la città venne fortificata dai vari conti di Poitiers che vi costruirono anche un castello fortificato.
Nel 1242, sotto il comando d'Alfonso di Poitiers, divenne la capitale del Bas-Poitou. Dal medioevo conobbe un grande sviluppo grazie alle industrie di cotone e del cuoio. Nel 1361 la città fu fortemente provata dagli Inglesi che la conquistarono nella Guerra dei cent'anni, però 11 anni dopo fu riconquistata dai francesi guidati da Bertrand du Guesclin.
Nel Rinascimento ebbe una grande sviluppo grazie a tre fiere reali annuali, in cui giungevano mercanti da tutto il mondo, e grazie al gran numero d'intellettuali che convergevano nel villaggio tale da essere definita da Francesco I "Fontana e fonte zampillante di Belli spiriti".
Il Rinascimento fu il periodo più florido per Fontenay-le-Comte, grazie al quale furono costruiti i più belli edifici della città: il castello di Terra-Nuova, le case signorili e il simbolo della città, la fontana dei Quatre Tias . Contemporaneamente però il villaggio, essendo protestante, fu assediato ben otto volte dai cattolici durante le Guerre di religione. Nel XVII secolo l'Editto di Nantes intaccò l'economia della cittadina, colpendo le industrie protestanti.
Nel corso del XVIII secolo vi furono molti cambiamenti, come la creazione di nuove strade, ma soprattutto con la rivoluzione francese, il Bas-Poitou scomparve e fu creato il dipartimento della Vandea, di cui Fontenay-le-Comte divenne il capoluogo. Nel 1793 la Convenzione Nazionale, cercando di far scomparire ogni traccia del vecchio regime monarchico, cambiò il vecchio nome della città in Fontenay-le-Peuple. Il medesimo anno, i contadini della Vandea imbracciarono le armi contro la repubblica, cosicché Fontenay-le-Peuple, repubblicana e capoluogo, fu assalita dai controrivoluzionari. Il 25 maggio 1793 la città venne catturata, ma fu ben presto liberata (3 giorni dopo).
Nel 1804 Napoleone Bonaparte reputò Fontenay-le-Comte troppo decentrata e sperando di riappacificare la Vandea, assegnò il capoluogo a Roche-sur-Yon, mentre la città riacquistò il suo vecchio nome.

## Società

### Evoluzione demografica
Abitanti censiti

## Amministrazione

### Gemellaggi
- Crevillent, dal 1969
- Gaoua, dal 1989
- Krotoszyn, dal 1994
- Palatine, dal 1997
- Diosig, dal 1997